# Aiphanes tricuspidata
Aiphanes tricuspidata är en enhjärtbladig växtart som beskrevs av Borchs., M.Ruíz och Bernal. Aiphanes tricuspidata ingår i släktet Aiphanes och familjen Arecaceae. Inga underarter finns listade i Catalogue of Life.